# 溶岩流

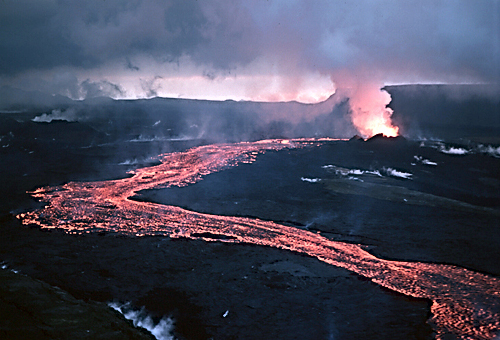
クラプラ火山の溶岩流

溶岩流（ようがんりゅう、英: lava flow）とは、火山の噴火に伴って、地下のマグマが液体の溶岩として地表に噴出し、流下する現象、およびその結果、地表に残された地形のこと。

## 概要

### 条件
溶岩流が生成する噴火の条件として、下記3項目が挙げられる。
- マグマの粘度が低いこと。
- マグマの揮発性成分が失われていること[2]。
- マグマの噴出量が多いこと。

### 溶岩（マグマ）の粘度
| 玄武岩     | SiO2が少ない | 粘度が低い（やわらかい） |
| 安山岩     | ↓            | ↓                        |
| デイサイト | ↓            | ↓                        |
| 流紋岩     | SiO2が多い   | 粘度が高い（かたい）     |

溶岩の粘度は、その温度や成分、結晶の含有量によって著しく異なる。

#### 二酸化ケイ素
溶岩の主成分は二酸化ケイ素（SiO2）だが、その比率が増えるに従って粘度が上昇する。
二酸化ケイ素の少ない玄武岩を噴出する噴火では、火口から噴出した溶岩は十分に粘度が低く、長い距離を流れ下り、典型的な溶岩流となり、「アア溶岩」と呼ばれる（ハワイ島マウナロアや伊豆大島三原山など）。
逆に、二酸化ケイ素を多く含むデイサイトや流紋岩質の溶岩は粘度が非常に高く、マグマが地上に出た場合、溶岩ドームをつくるのが普通で、溶岩流にならないことが多く、そのため溶岩流を発生させた場合は、厚さが100mを超えるような溶岩流ができることもあり、「パホイホイ溶岩」と呼ばれる（ハワイ島キラウェアや雲仙普賢岳新焼溶岩流の末端など）。
溶岩流の厚さは流紋岩が一番厚く、デイサイト・安山岩・玄武岩の順に薄くなる。

### マグマの揮発性成分
マグマが上昇の過程で揮発性成分を失うと、激しい爆発を伴わずに静かに地表へ流出する。逆に、揮発性成分が多いと爆発が起こってテフラが生産される。急激な減圧のためにマグマ中に含まれる揮発性成分が激しく発泡して体積が膨張するからである。

## 溶岩流に関する地形や用語

### 一覧
- 溶岩堤防 lava levee - 溶岩流の両岸に堤防のように高まりできたもの。
- 溶岩洞 lava tube - 溶岩流の内部にトンネルができたもの。
- 溶岩じわ lava wave - 溶岩流が押されてできた大きなしわ状のうねり。
- 縄状溶岩 ropy lava - 溶岩流の表面が押されてできた小さなしわ。
- 溶岩末端崖 - 粘度の低い溶岩流の先端部にできる崖。
- 溶岩塚、チュムラス tumulus、lava tumulus - 溶岩流の表面が後から来た溶岩に内部から押し上げられた小さな丘状の高まり。頂上に割れ目があることが多く、そこから溶岩が二次流出することもある。
- プレッシャーリッジ pressure ridge - 溶岩塚と同じシステムだが、尾根状に長く続いたものをいう。
- ホルニト（英語版） - 溶岩洞の天井が破れ、溶岩を二次流出させてできた塚。
- 溶岩樹型 lava tree, lava tree mold - 溶岩流が樹木を巻き込んで固結した時にできる円筒形の空洞。
- 節理 joint - 冷却する過程においてできる割目。ただし溶岩流以外でもできる。
- 偽クレーター pseudocrater - 溶岩流が湿地や湖沼を覆って水を閉じ込めると水蒸気爆発が起きてできることがある。
- キプカ kipuka - 溶岩流に囲まれて島のように残った場所。
- 枕状溶岩・ハイアロクラスタイト - マグマが水中に噴出して、急冷された場合にできる。
- アア溶岩 - 上述
- パホイホイ溶岩 - 上述

### ギャラリー

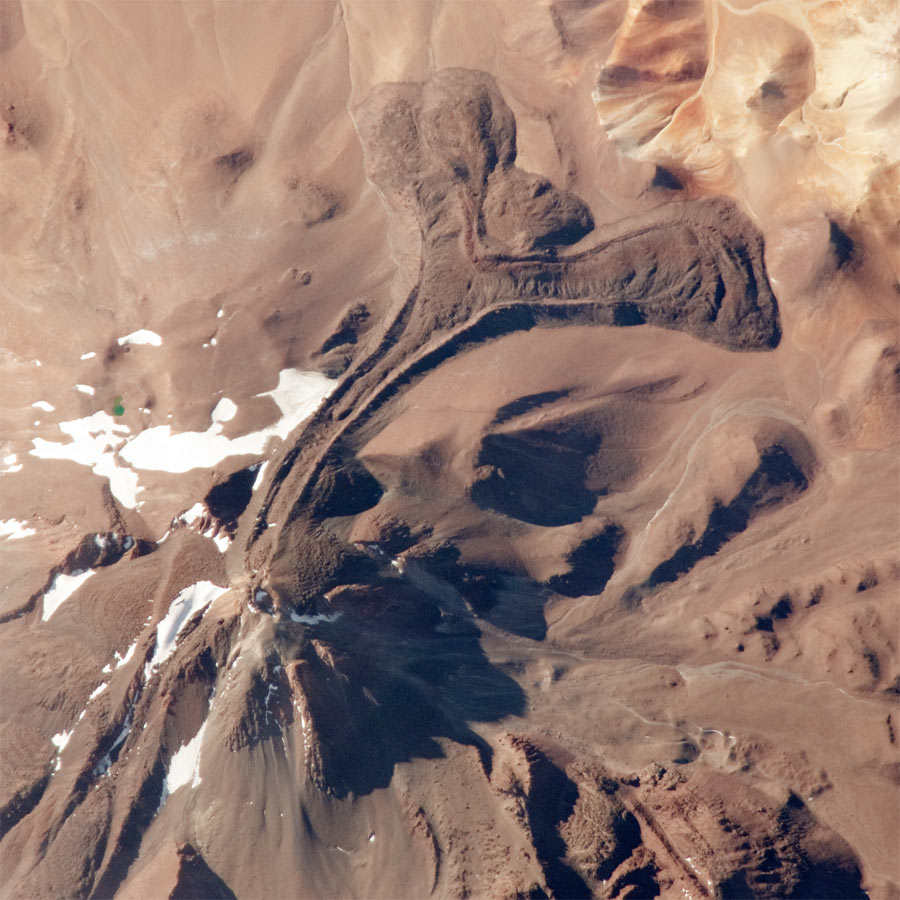
溶岩堤防、溶岩じわ
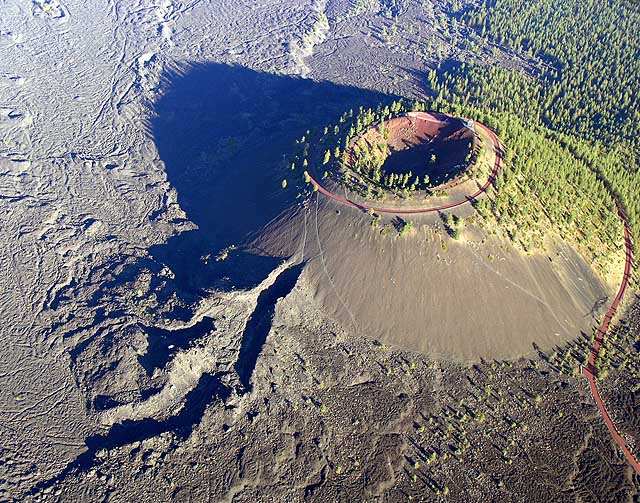
溶岩堤防
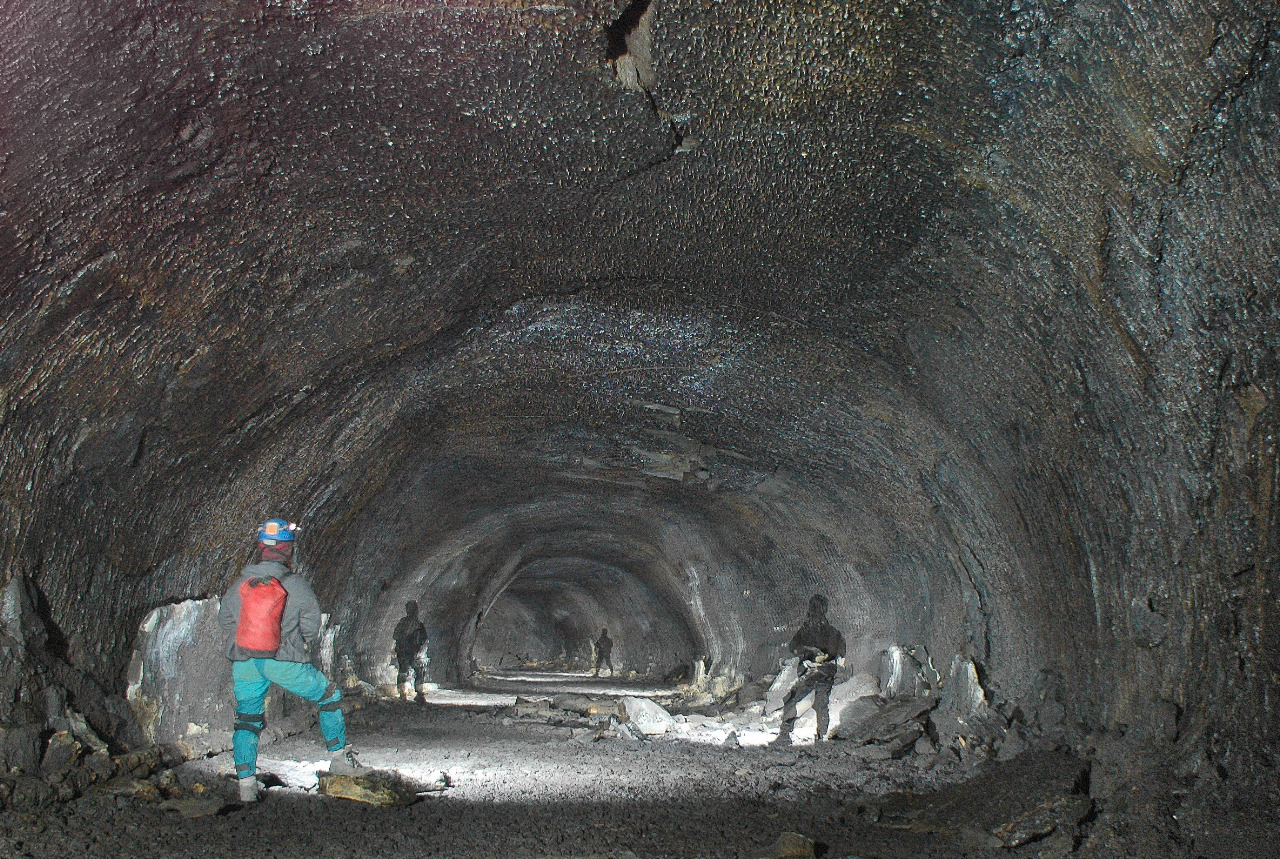
溶岩洞
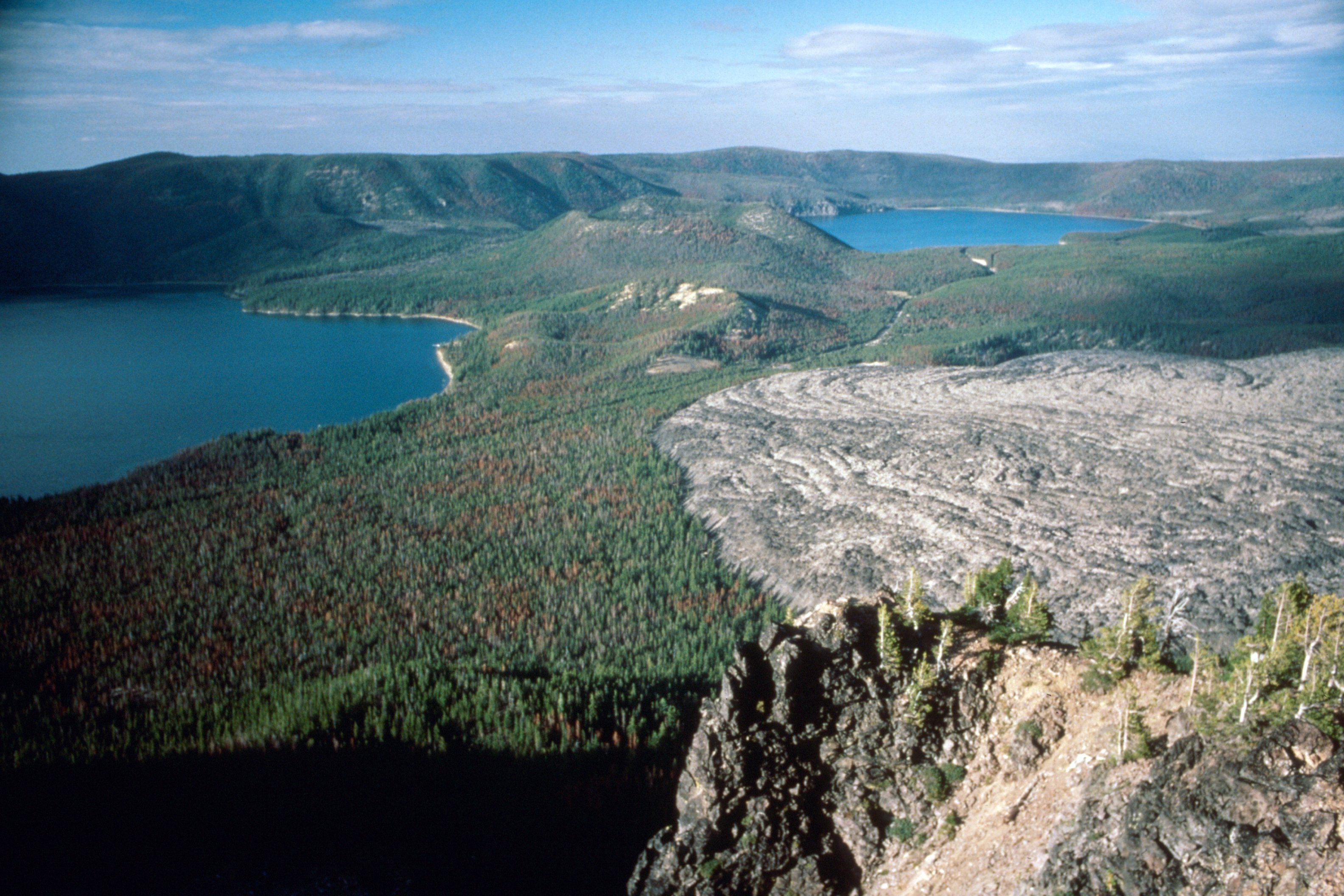
溶岩じわ（右）
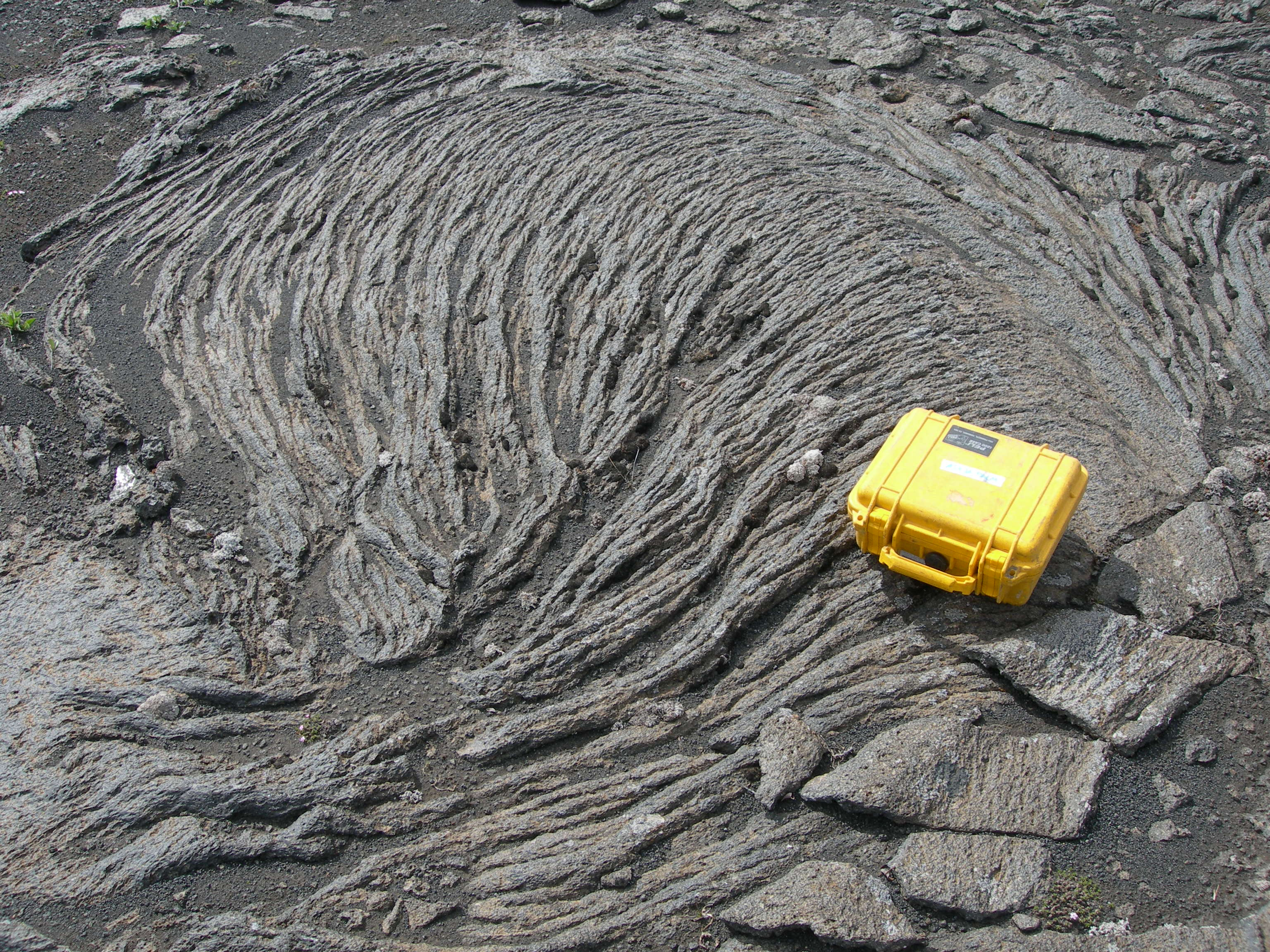
縄状溶岩
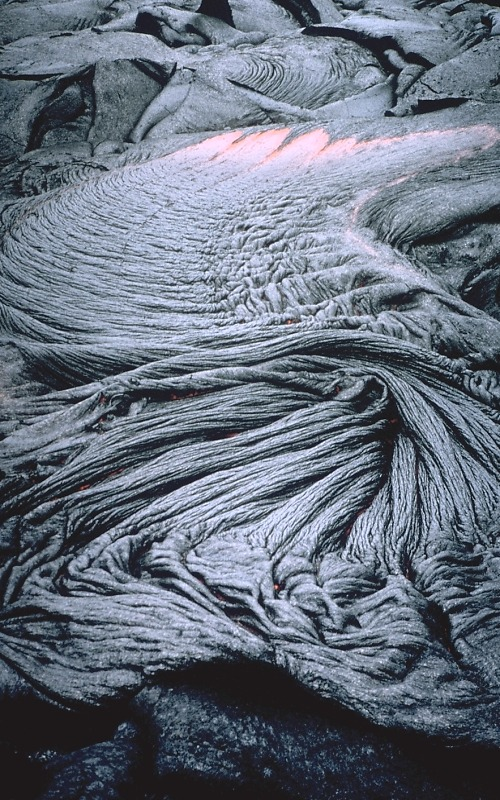
縄状溶岩
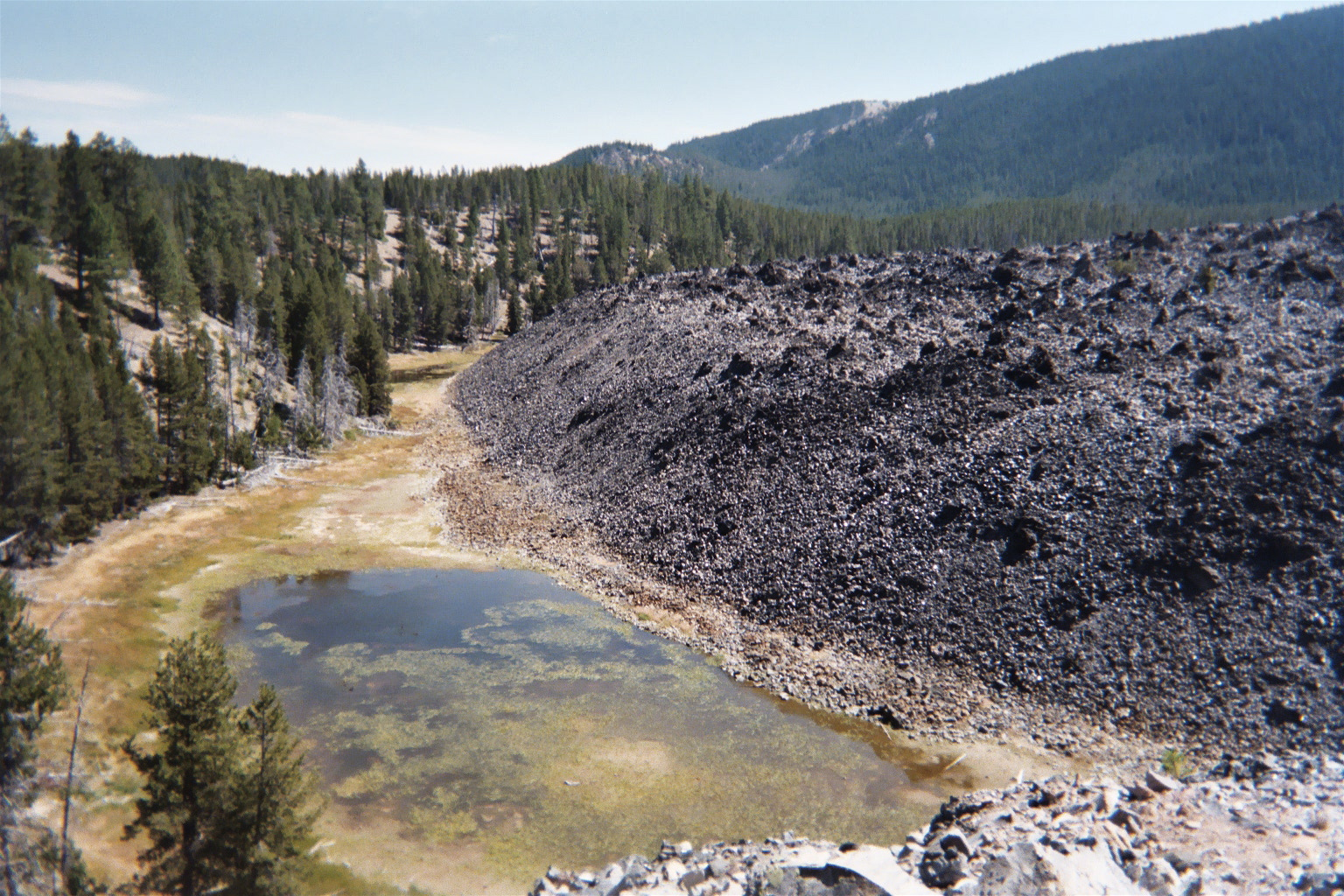
溶岩末端崖
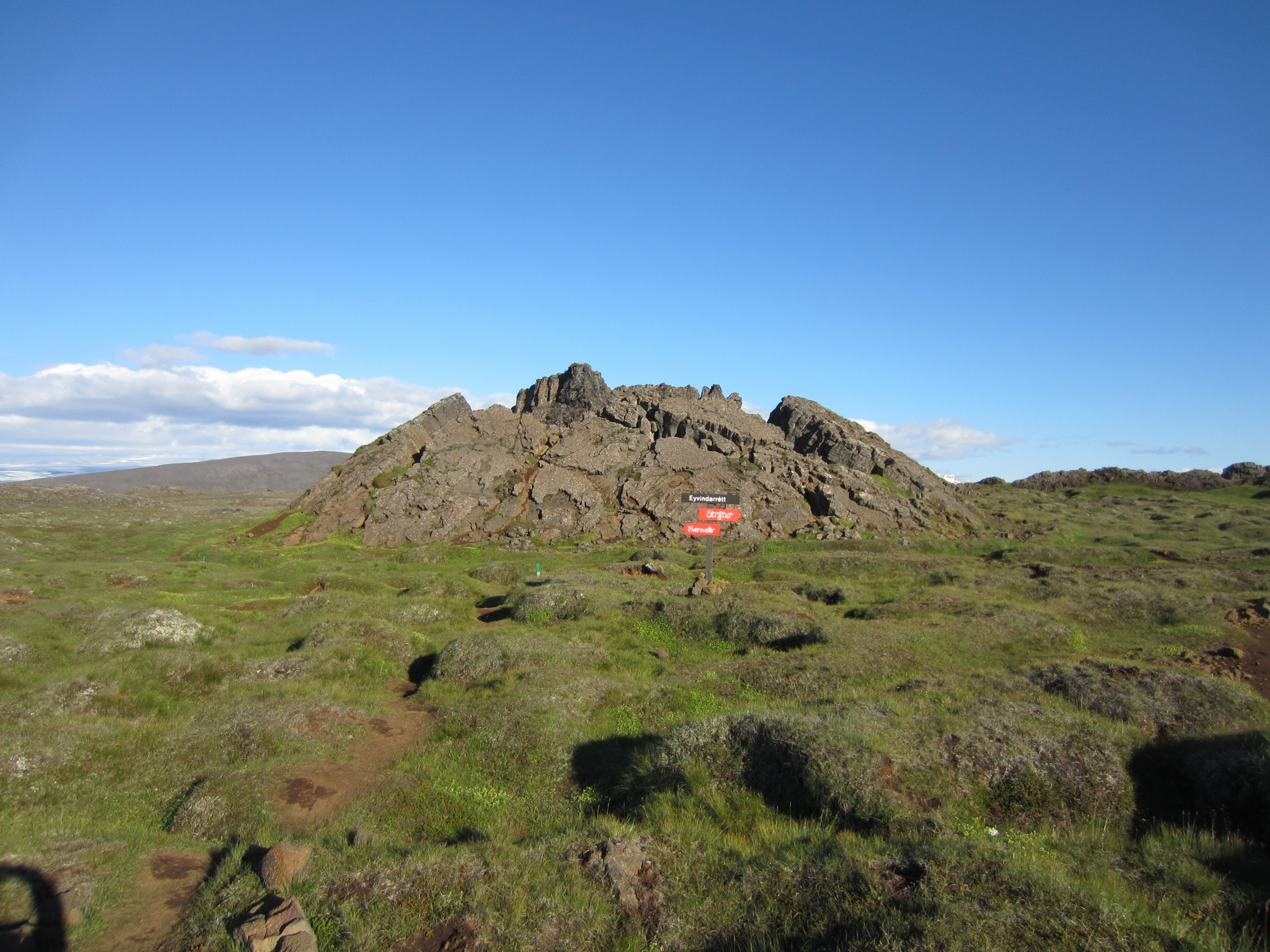
溶岩塚
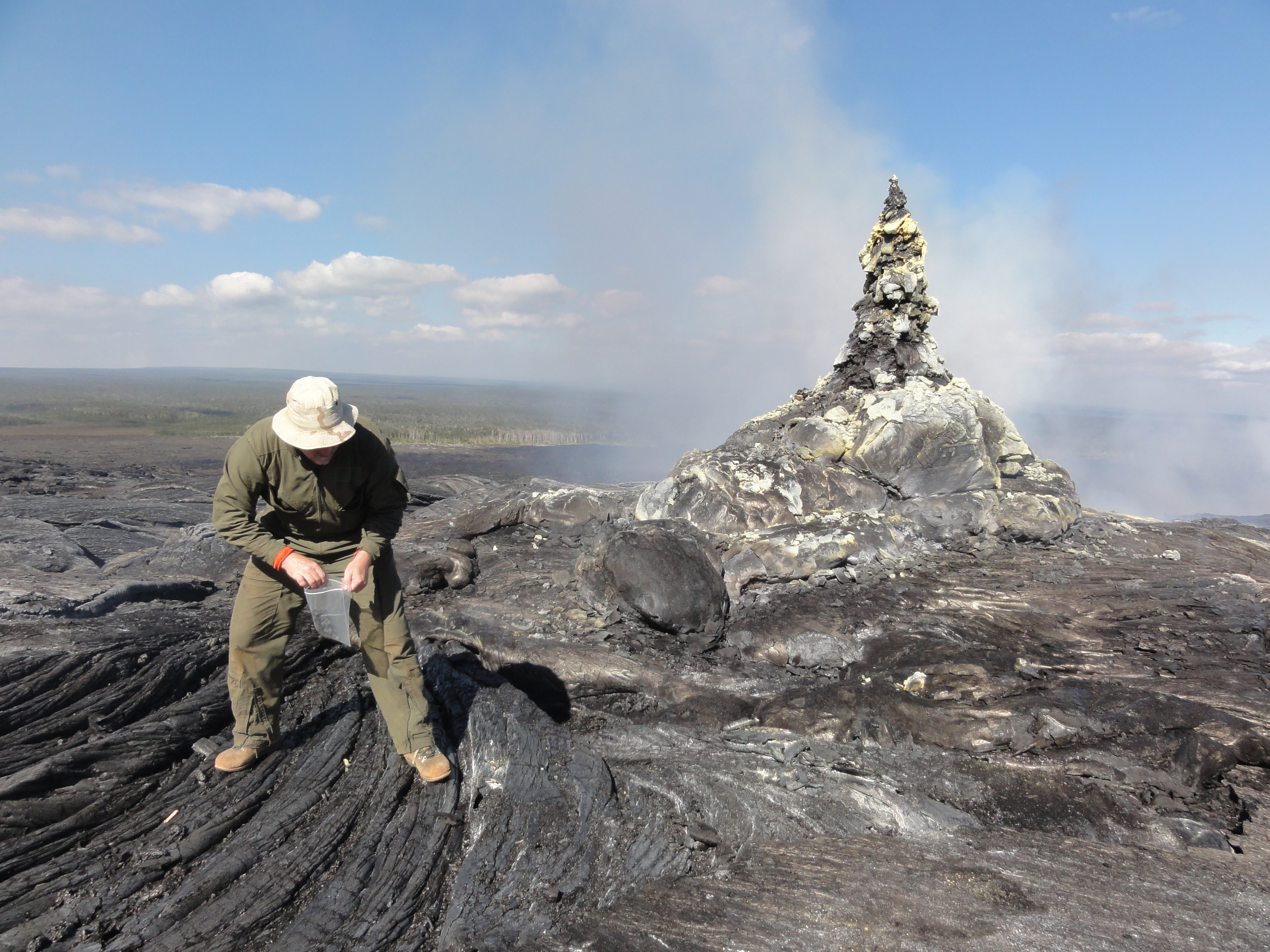
ホルニト
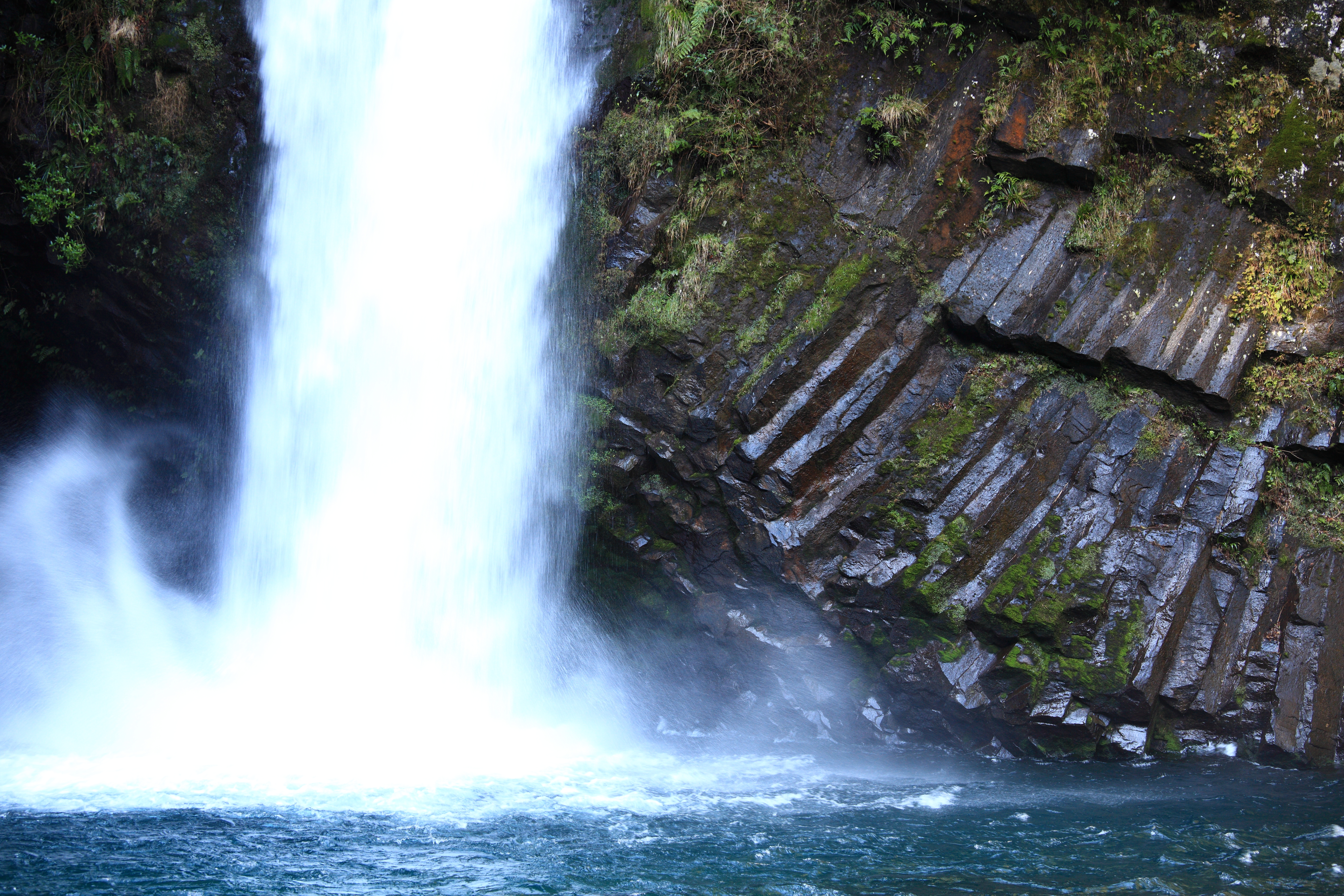
節理（画像は柱状節理）
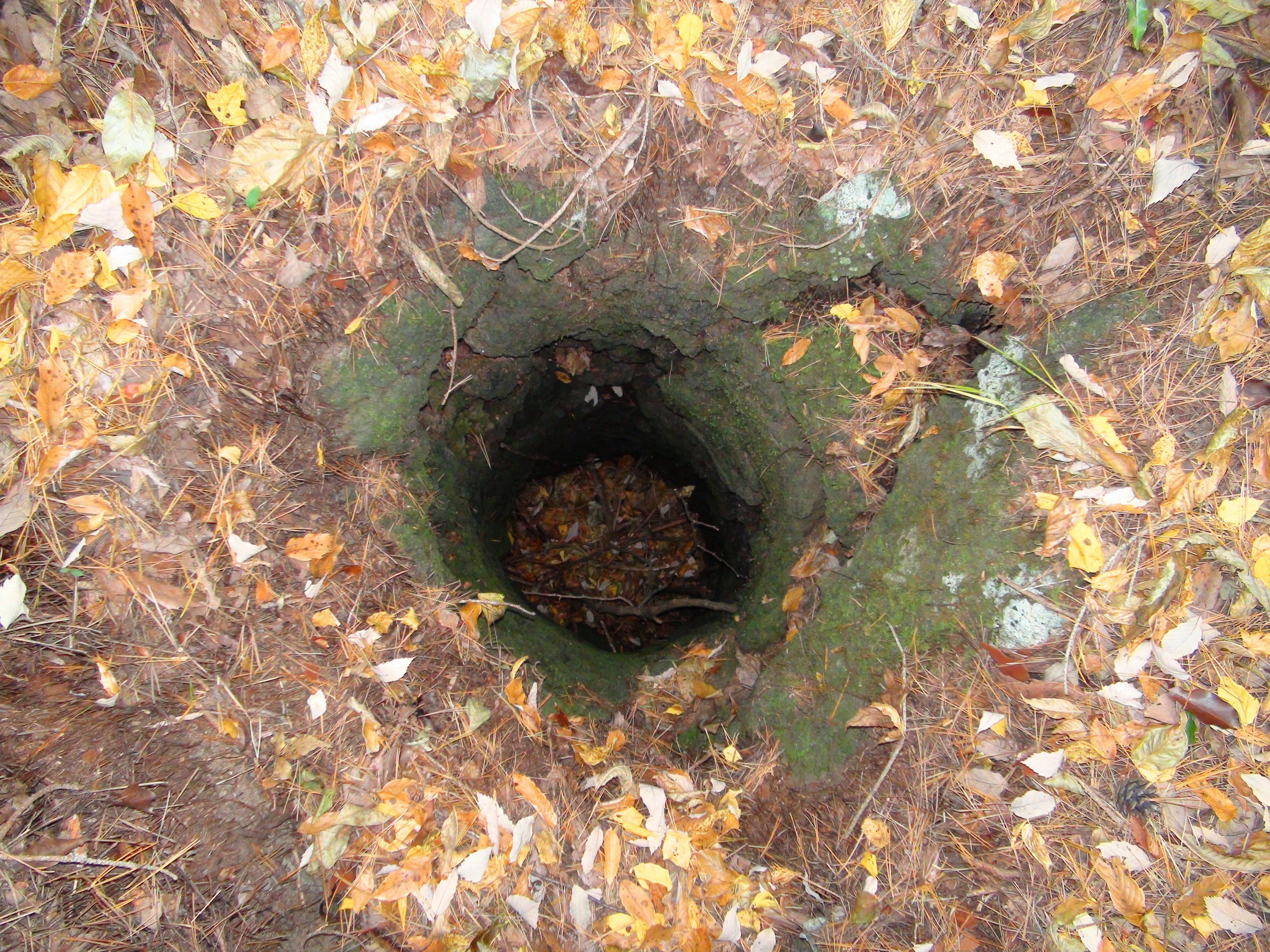
熔岩樹型（富士山）
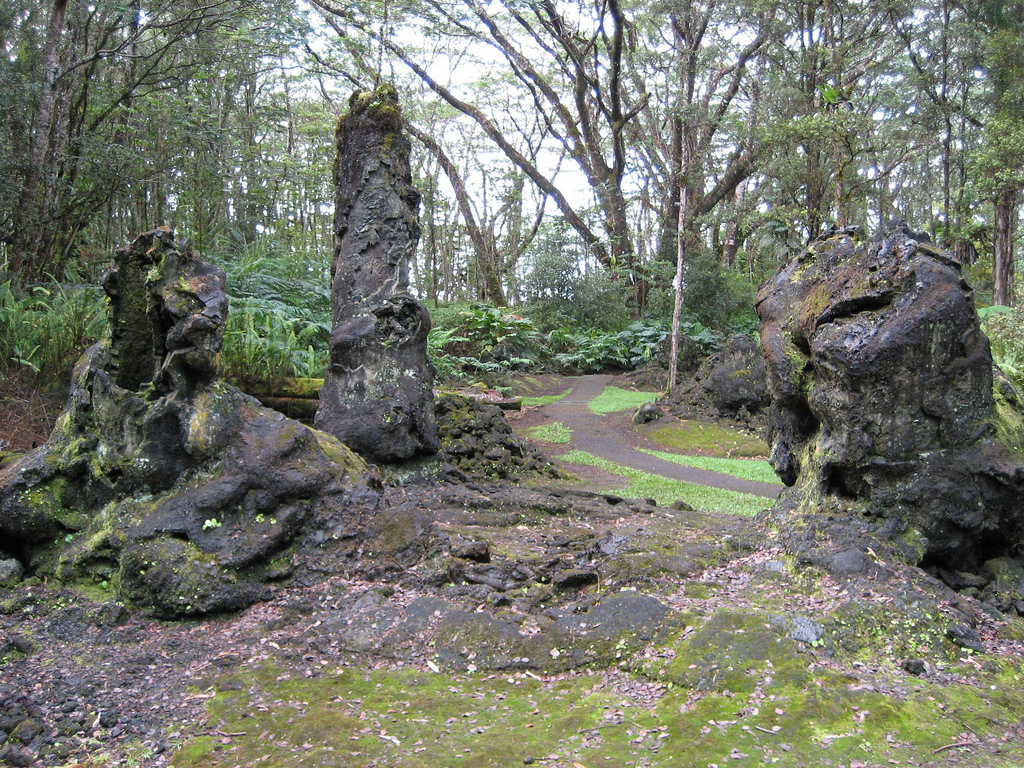
熔岩樹型（ハワイ島）
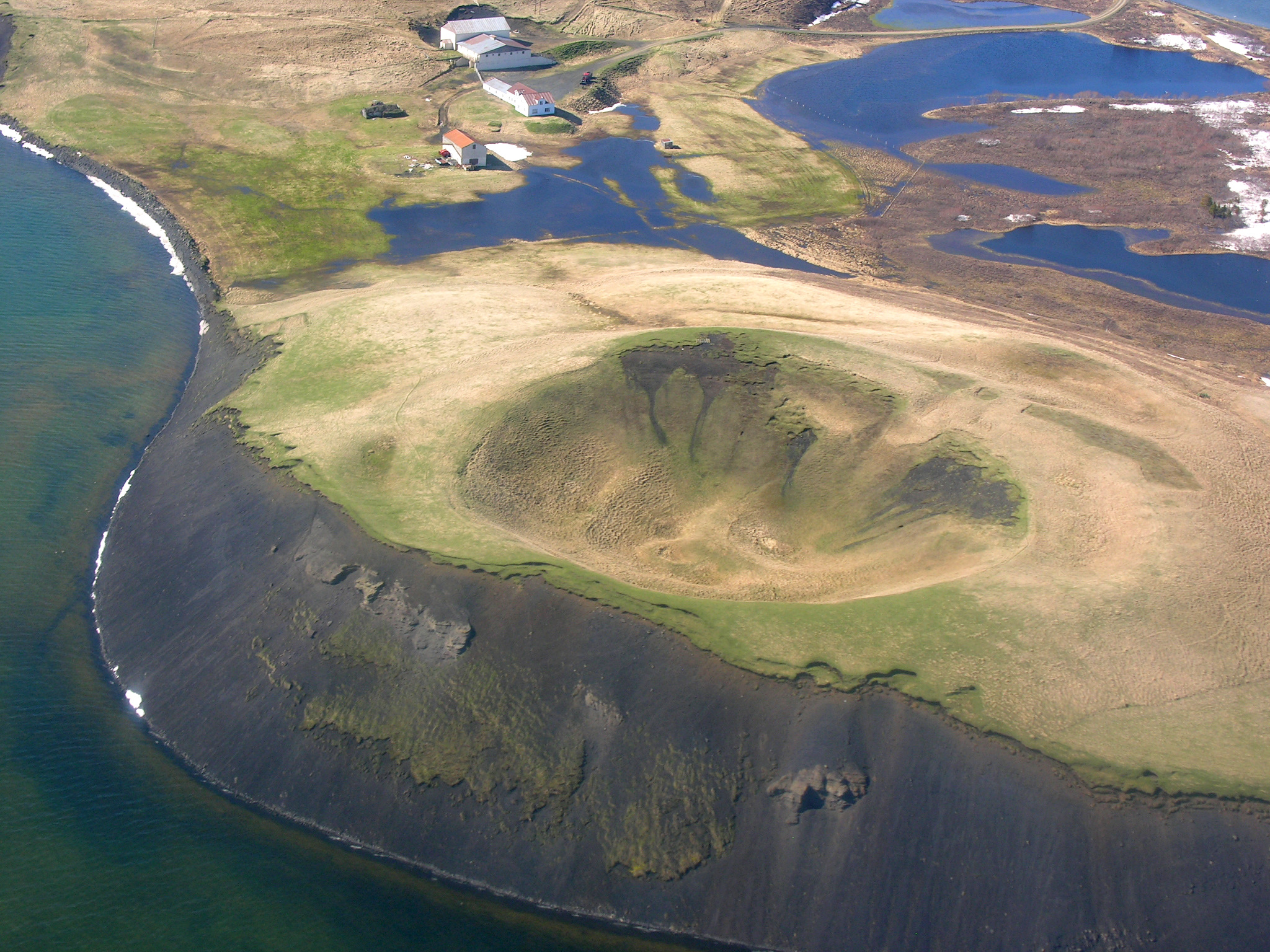
偽クレーター
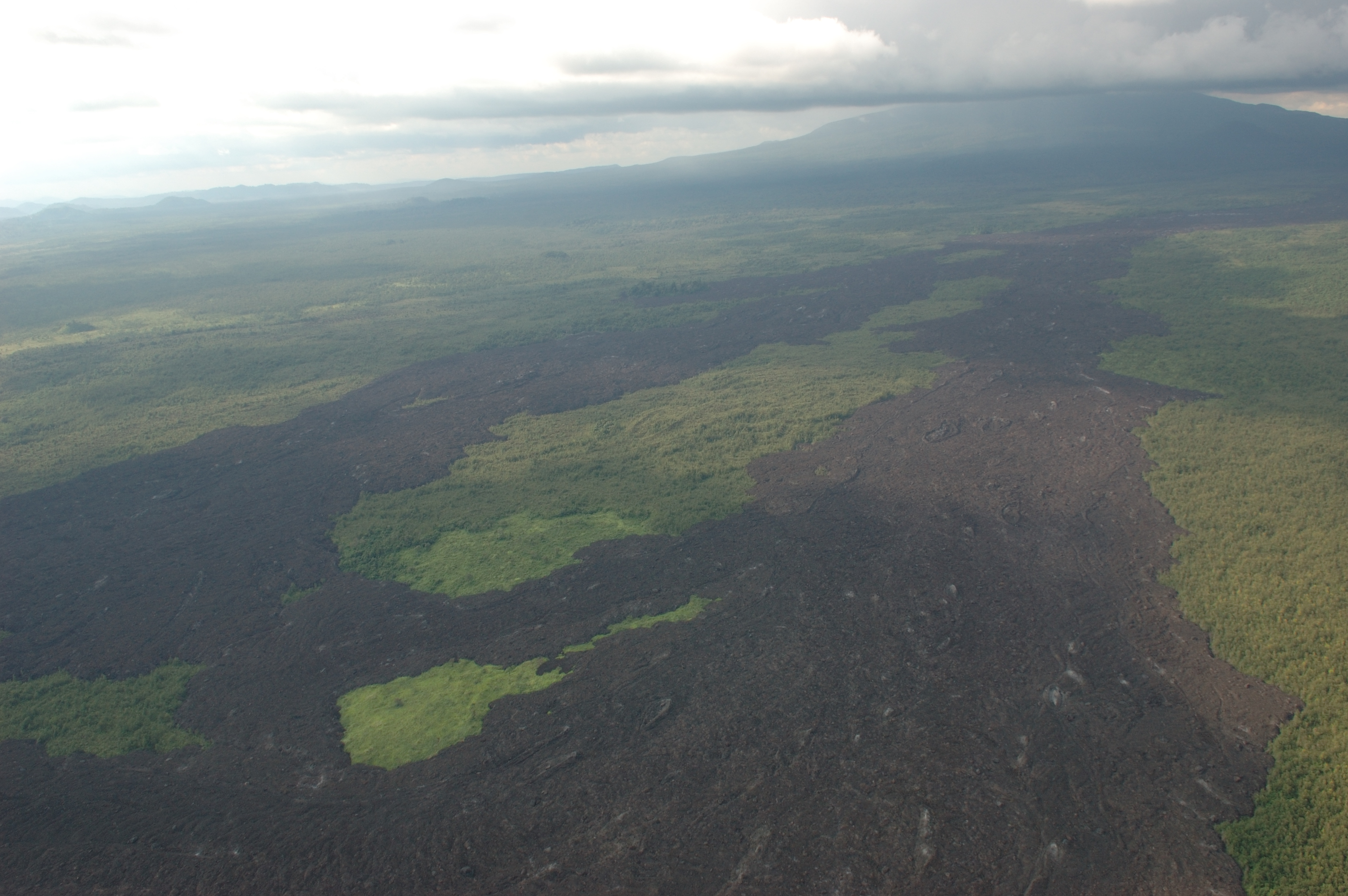
キプカ
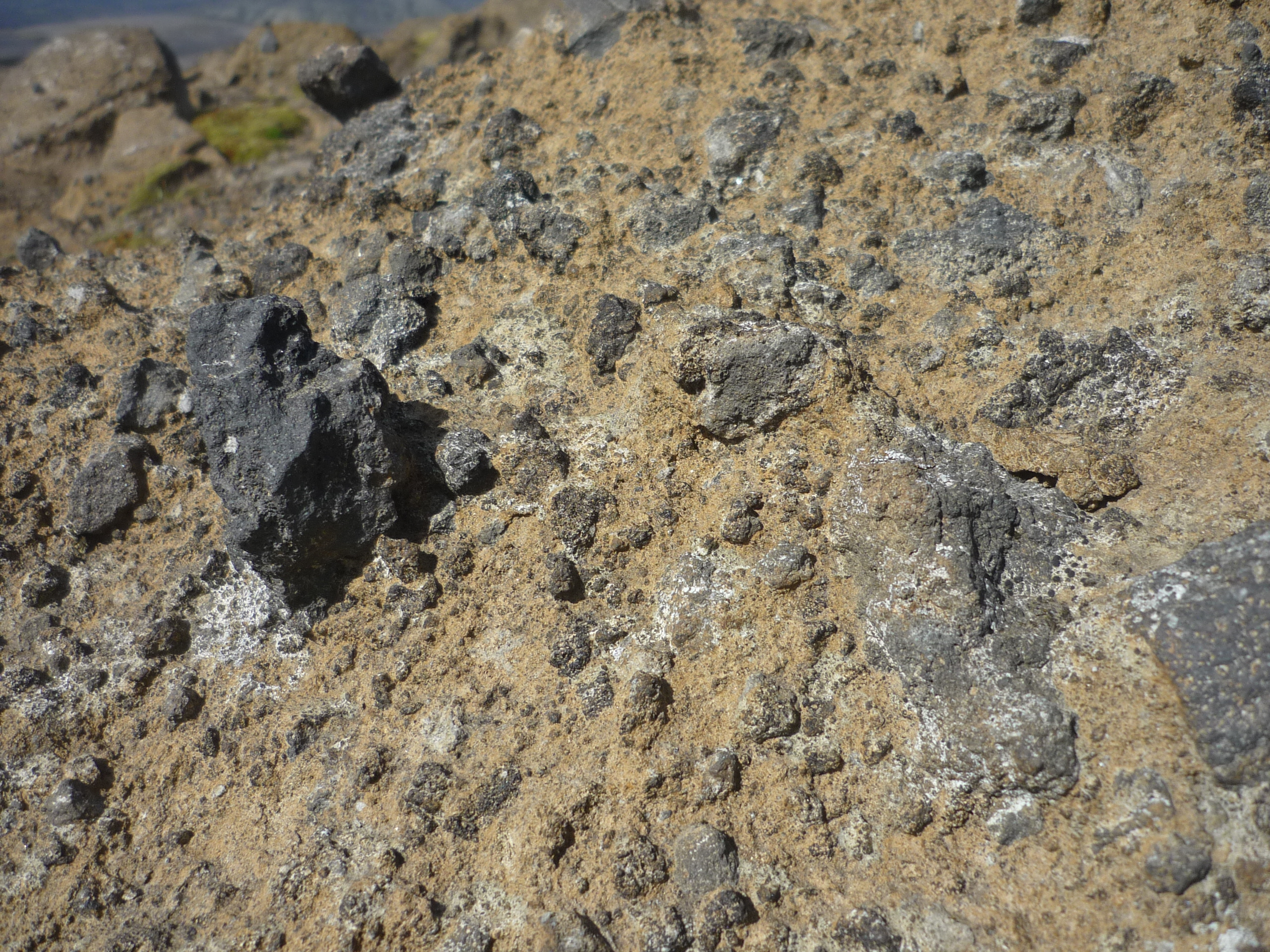
ハイアロクラスタイト
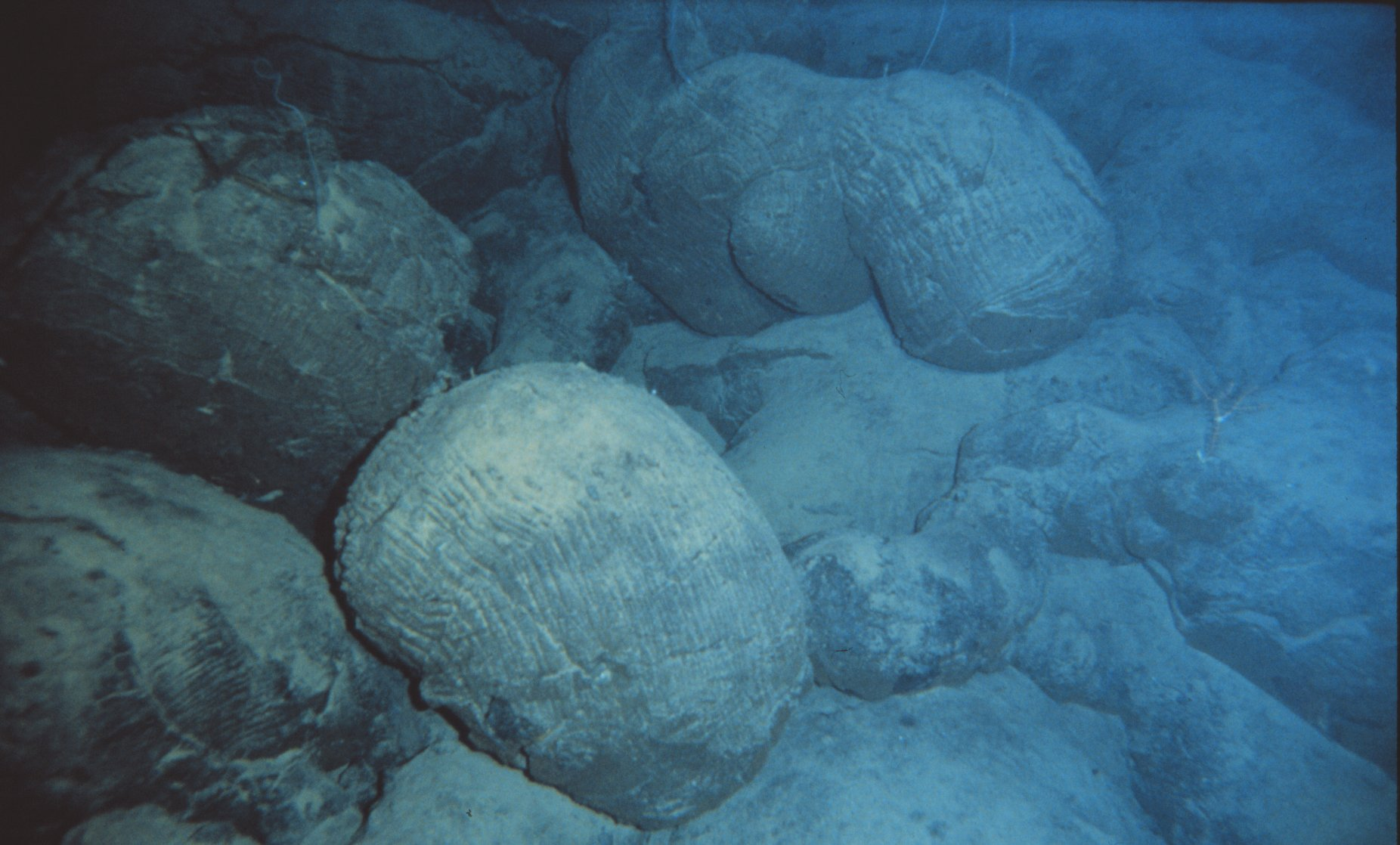
枕状溶岩

## 溶岩流の例（ギャラリー）

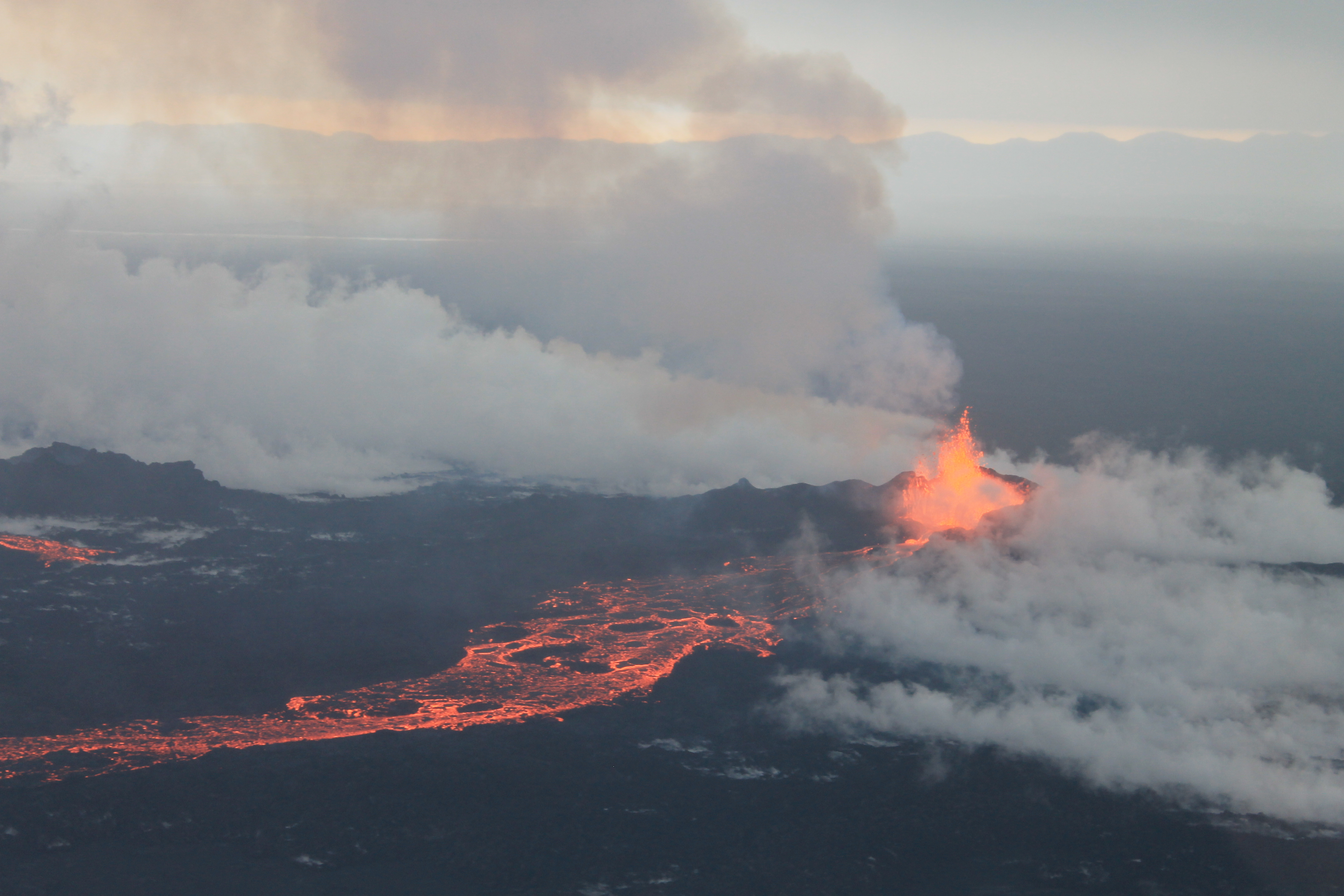
バルダルブンガ山
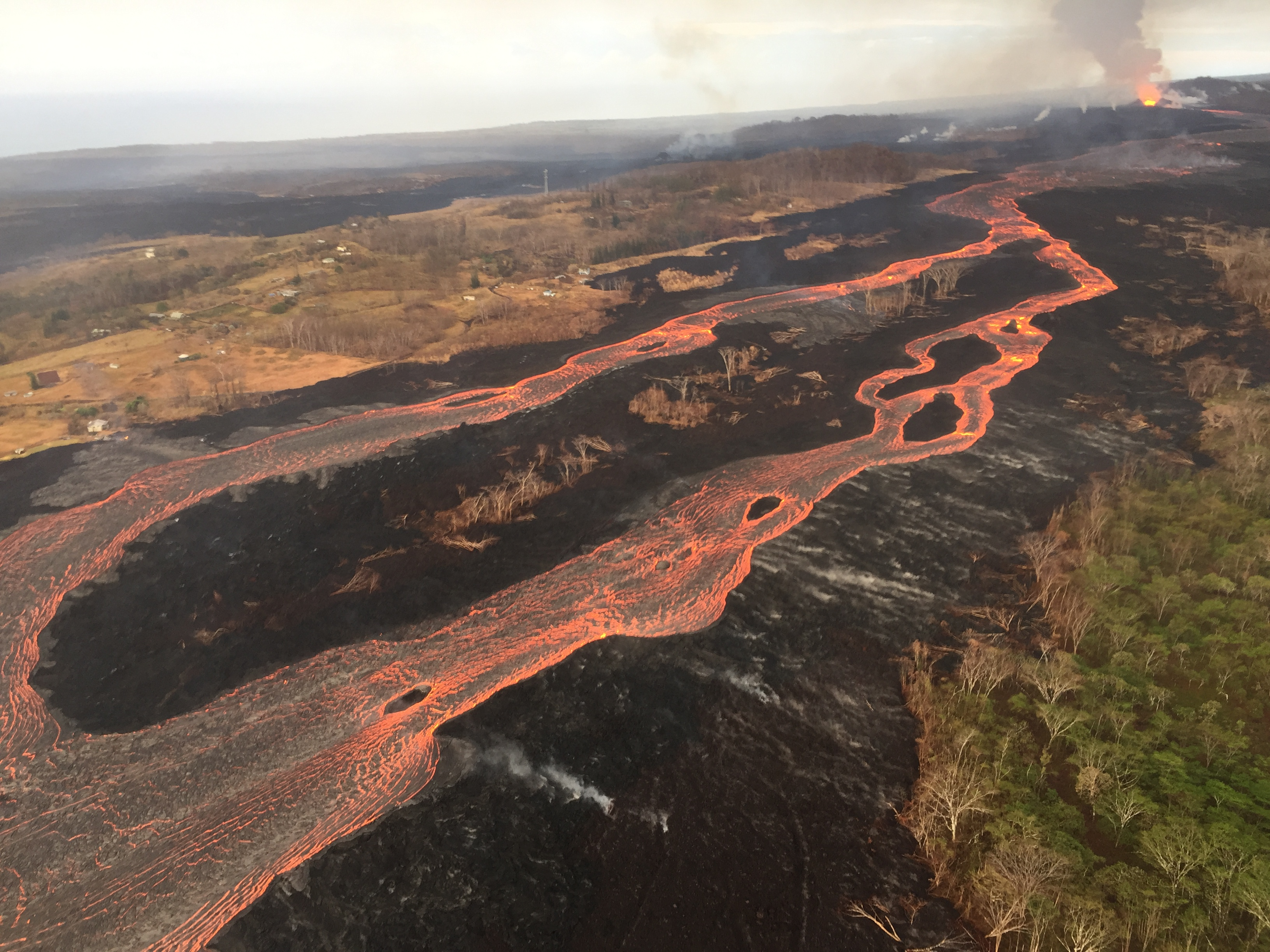
キラウエア山
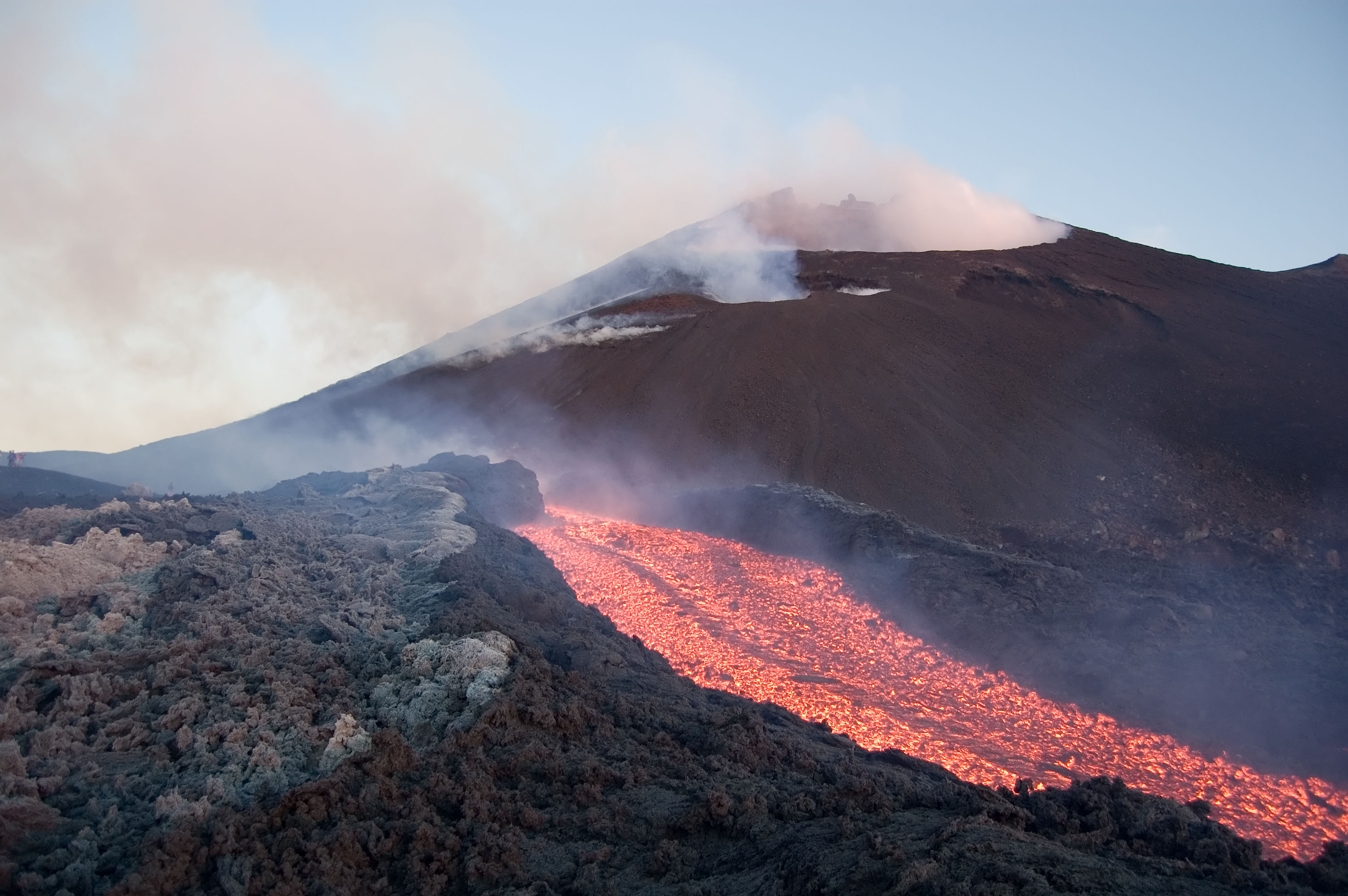
エトナ山
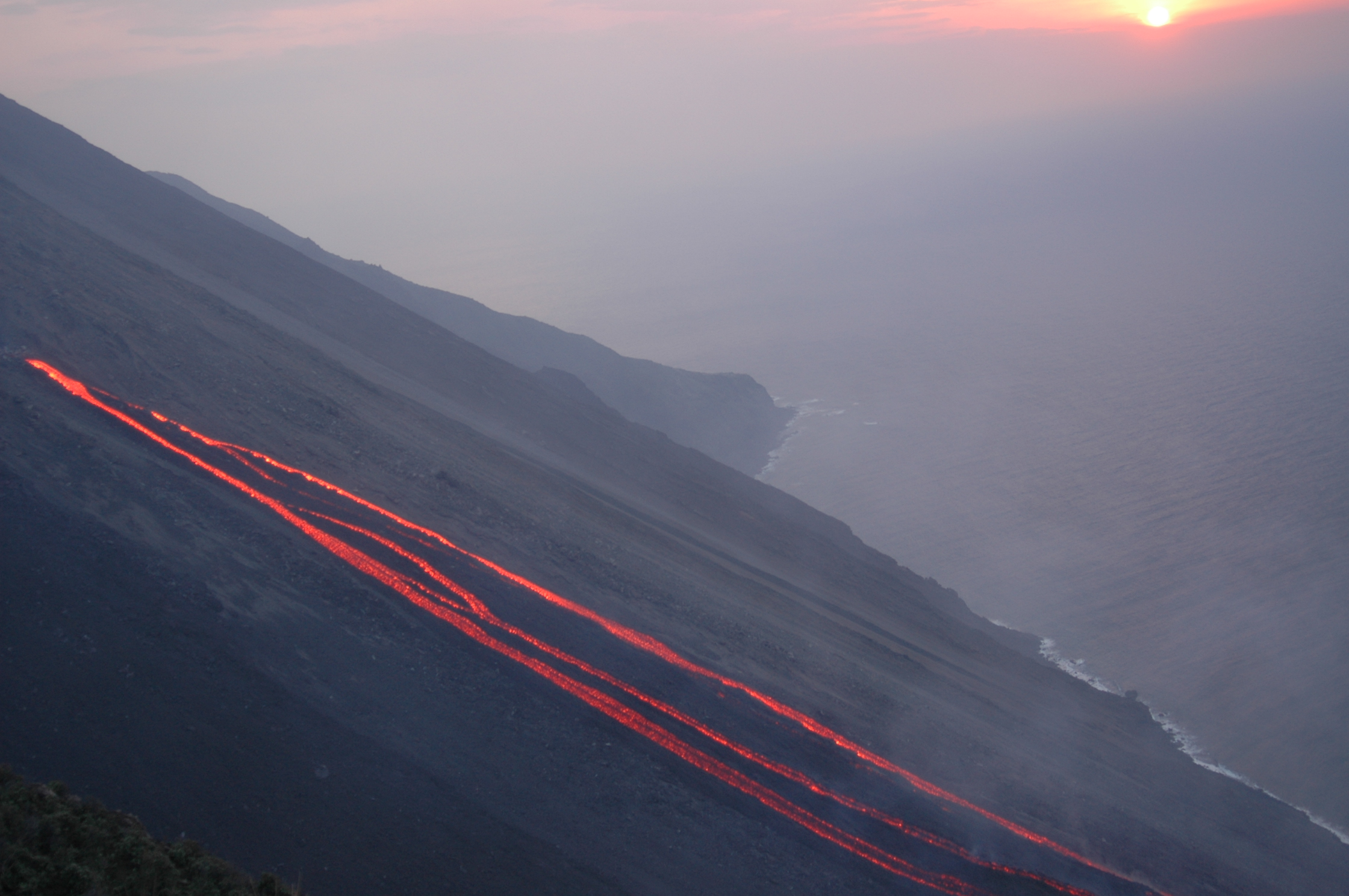
ストロンボリ山
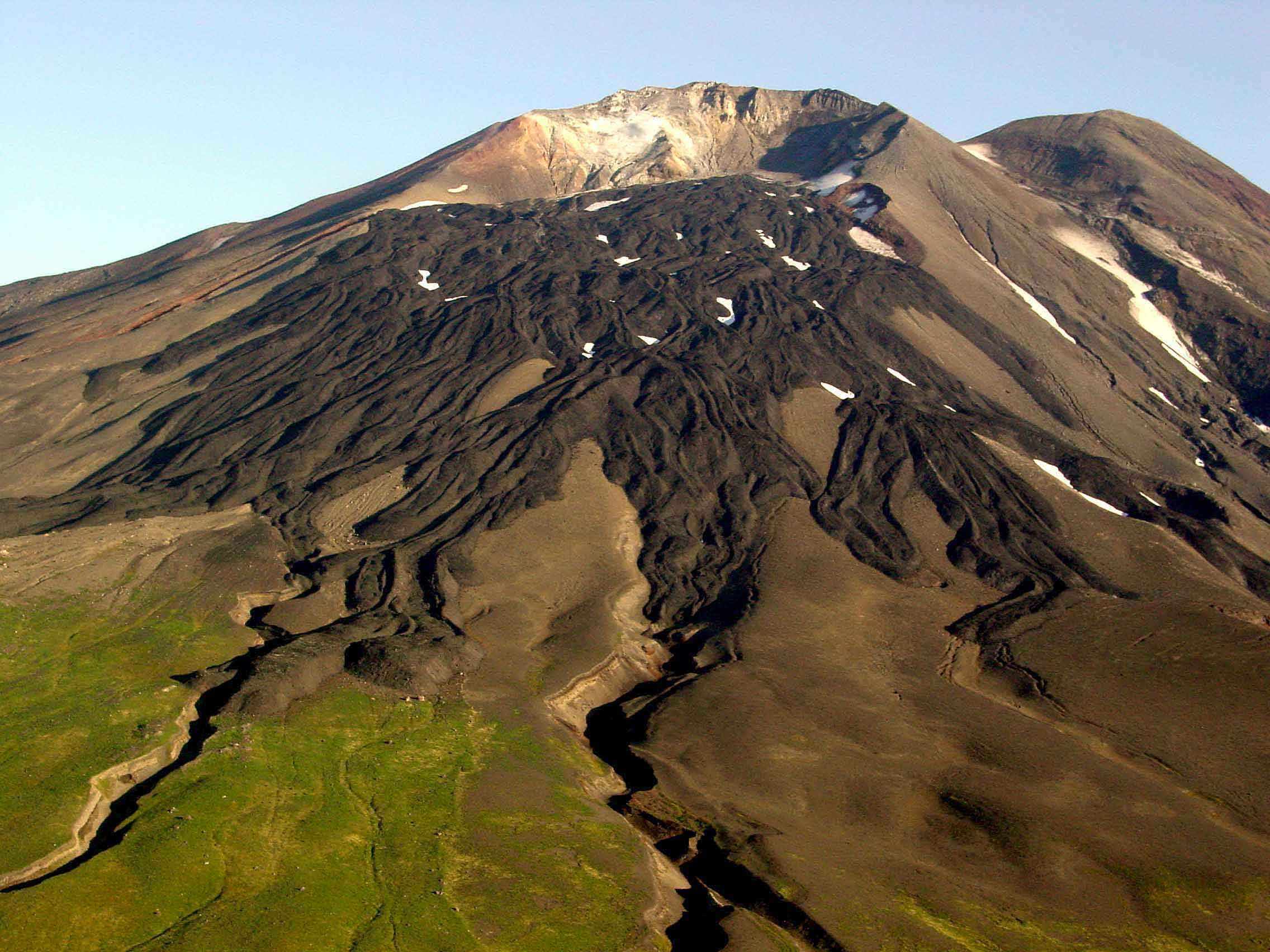
ガレロイ山
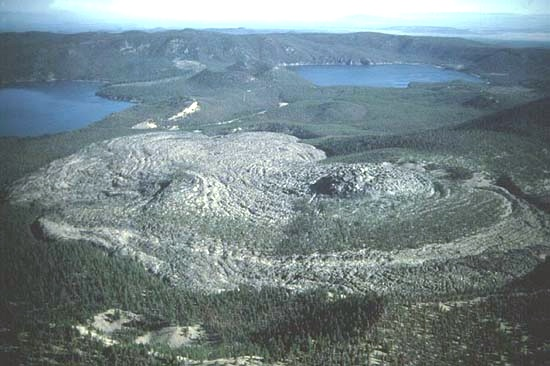
ニューベリー火山（英語版）
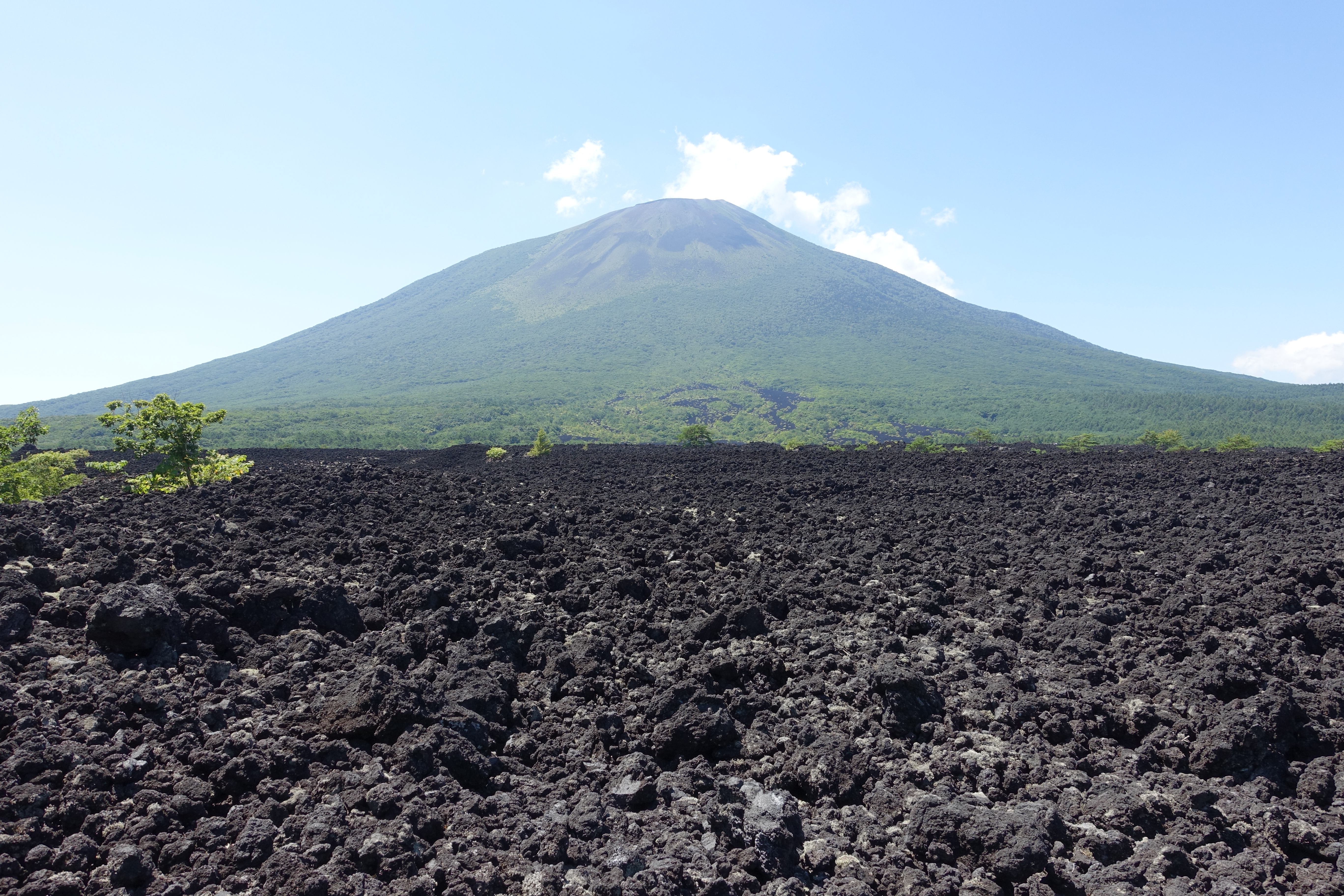
岩手山の焼走り熔岩流
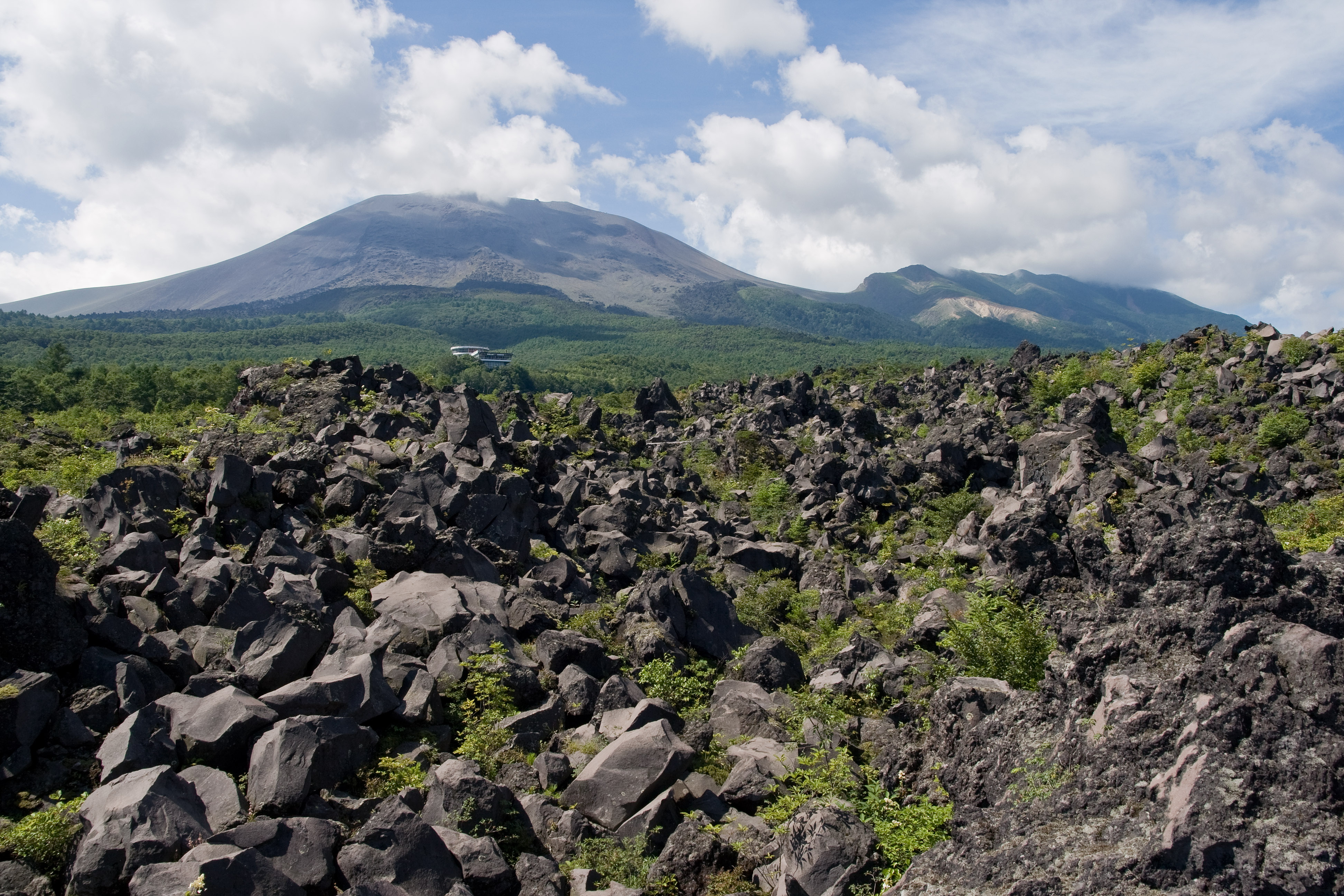
浅間山の鬼押し出し溶岩
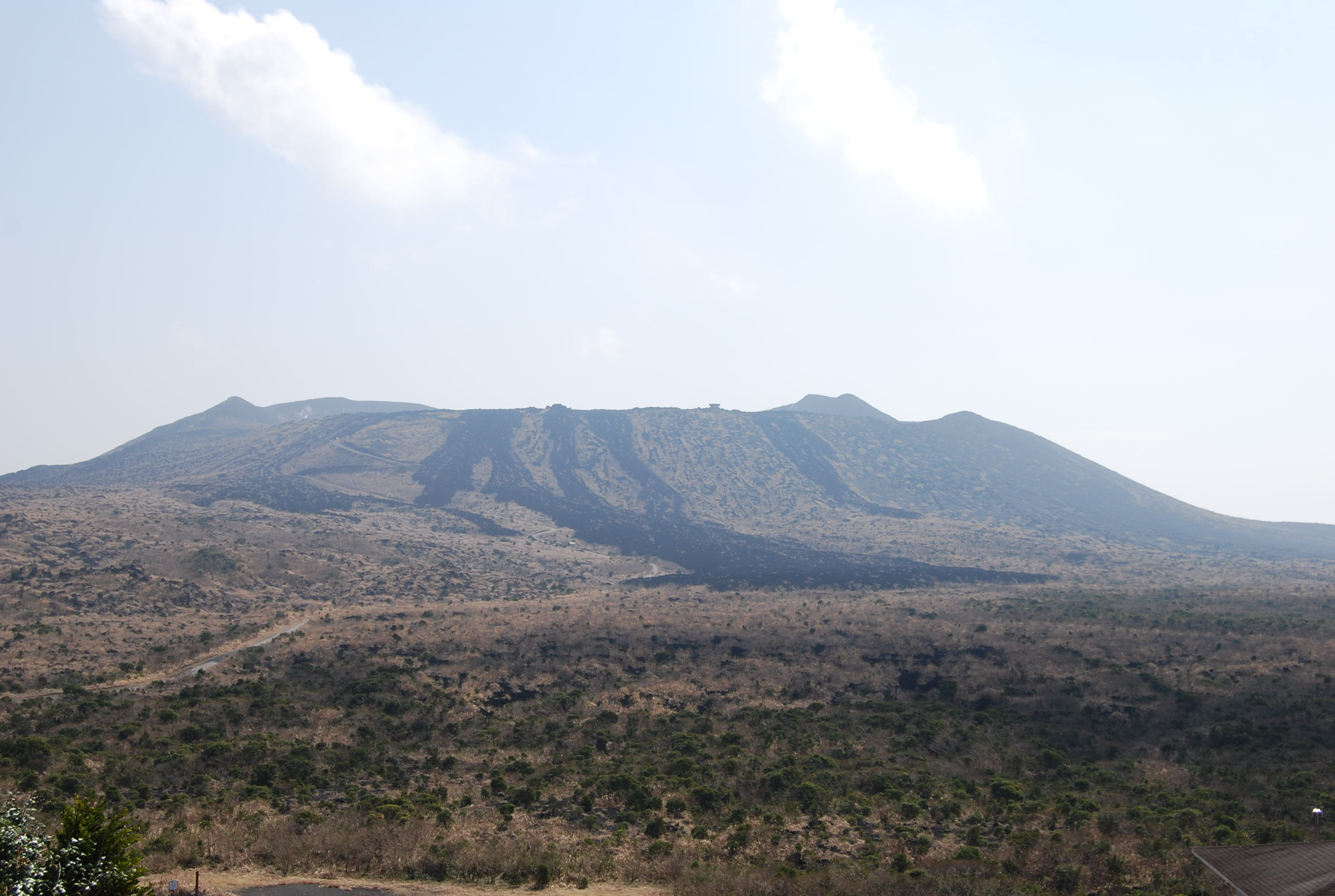
伊豆大島の三原山

## 極めて大規模な溶岩流
大陸地域で非常に膨大な量の玄武岩質溶岩が噴出しできたと考えられている玄武岩の巨大な岩体のこと。
デカン高原、シベリア・トラップ、コロンビア川台地などがある。

## 溶岩流と人

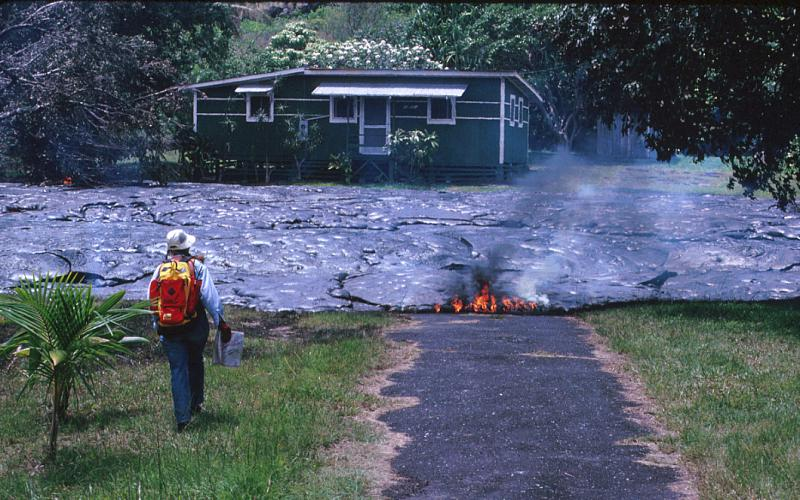
溶岩流に襲われる住宅地
(キラウエア)

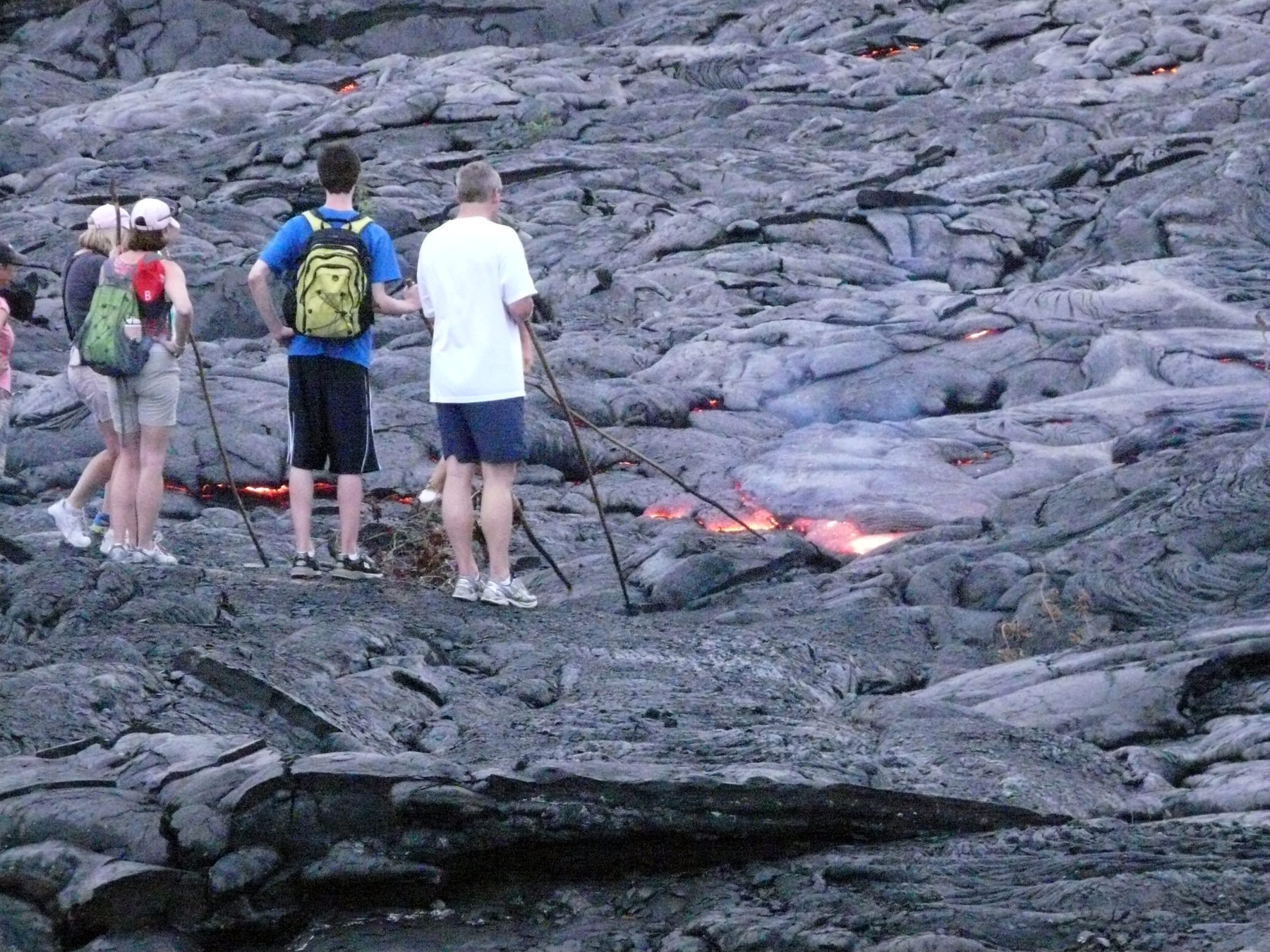
溶岩流を突く観光客
（キラウエア）

人が溶岩を踏み抜いて、真っ赤な溶岩の中に落ちたことがあるが、すぐに救い上げられて、両足に大やけどだけで済んでいる。このようにすぐには炭化や融けることがないのは人体に水が多く含まれているからである。
防災面では、溶岩流の流下速度は緩やかであり人の避難は容易である。しかし、溶岩が流れていく先に人の財産がある場合はしばしば人との間で攻防が起こる。例えば、1973年に起こったアイスランドのエルトフェットルの噴火では、港の入口に迫る溶岩流にポンプ車で海水を大量にかけ、溶岩を冷やして固め、港の閉鎖を防ぎ、島の重要な産業であった漁業を守ることに成功している。
アメリカのハワイ島のマウナロアやキラウエア、イタリアのエトナ火山でもしばしば溶岩流との攻防が起きている。日本では、三宅島の1983年の噴火、伊豆大島の1986年噴火で、溶岩流の進行を抑えるために散水が試みられている。
一方、人と溶岩流の相性は悪いものだけでなく、先述のハワイ島では、溶岩流が観光の資源の一つとなっており、溶岩流を観察したり、溶岩をすくったりするツアーが行われるなど、人と溶岩流が共存している場所もある。また、溶岩流が冷え固まった後でも、その地形は希少であるため観光資源となる。